# Philippe Martin (économiste)
Pour les articles homonymes, voir Philippe Martin et Martin.
Philippe Martin, né le 18 janvier 1966 à Paris où il est mort le 17 décembre 2023, est un économiste français.
Professeur au département d'économie de l'Institut d'études politiques de Paris, il était président délégué du Conseil d'analyse économique. Il était également chercheur associé (Research Fellow) et vice-président du Centre for Economic Policy Research. Il travaillait sur des questions d'économie internationale (commerce et macroéconomie) et la géographie économique.

## Biographie

### Jeunesse et études
Philippe Joseph Martin effectue ses études supérieures à l'Institut d'études politiques de Paris, dont il est diplômé en 1987. Il poursuit des études d'économie, et obtient un DEA en économie internationale de l'université Paris-Dauphine en 1988. Grâce à un partenariat avec Sciences Po, il part étudier à l'université de Georgetown où il obtient un doctorat en économie en 1992,. Il est agrégé d'économie.

### Parcours professionnel
Après avoir obtenu son doctorat, Philippe Martin enseigne à Genève. Il est ensuite recruté par Jean Pisani-Ferry, en France, au Centre d'études prospectives et d'informations internationales (CEPII), rattaché au Premier ministre. Il enseigne à la suite à l'École nationale des ponts et chaussées, à l'École polytechnique, à l'université de Lille, puis à l'université Paris I Panthéon-Sorbonne.
En 2001-2002, il est détaché comme économiste à la Federal Reserve Bank of New York,. Il quitte ce poste en 2022 pour être nommé professeur à l'université Paris I Panthéon-Sorbonne, ainsi qu'à l'École d'économie de Paris.
En 2009, Richard Descoings le nomme à l'Institut d'études politiques de Paris afin qu'il participe à la création du département d'économie de Sciences Po.
En 2015, il devient le conseiller à l'économie d'Emmanuel Macron lorsque ce dernier est nommé ministre de l’Économie et des Finances.
Par arrêté du Premier ministre du 16 janvier 2018, il est nommé président délégué du Conseil d'analyse économique (CAE).
Le 18 février 2022, Philippe Martin est nommé doyen de l'école d'affaires publiques de l'Institut d'études politiques de Paris par Mathias Vicherat. Il succède à ce poste à Yann Algan qui avait rejoint HEC Paris en 2021. Il devient en 2022 vice-président du Centre for Economic Policy Research et réussit à le faire déménager à Paris, où il est hébergé par Sciences Po.

### Autres fonctions
Philippe Martin a été membre junior de l'Institut universitaire de France et est membre du Cercle des économistes.
Il est chroniqueur pour le journal Libération de 2003 à 2010.
Il participe à partir de 2010 à l'émission hebdomadaire de Dominique Rousset sur France Culture « l'économie en question ».
Il meurt le 17 décembre 2023 dans le 10e arrondissement de Paris d'une crise cardiaque,.

## Récompenses et hommages
- Chevalier de la Légion d'honneur (2019)

En 2002, Philippe Martin est récompensé, à l'âge de 36 ans, par le Prix du meilleur jeune économiste de France, partagé avec Thomas Piketty. Le prix lui est remis pour récompenser ses travaux sur la libéralisation des marchés financiers.
Plusieurs personnalités politiques de premier plan lui rendent hommage à sa mort, dont le ministre de l’Économie Bruno Le Maire, qui loue un « chercheur brillant, esprit ouvert et avisé ». Il reçoit également des hommages du monde académique et institutionnel. Pierre-Olivier Gourinchas, chef économiste du Fonds monétaire international, lui rend notamment hommage.

## Travaux
Philippe Martin a mené des travaux de recherche sur le lien entre les échanges commerciaux internationaux et le risque de guerre, publiés au CEPREMAP. Il s'est également spécialisé dans l'étude de la mondialisation financière et la libéralisation des marchés financiers.

## Prises de position

### Prises de position politique
Lors de l'élection présidentielle française de 2012, Philippe Martin signe l'appel des économistes en soutien du candidat François Hollande en raison de « la pertinence des options [proposées], en particulier pour ce qui concerne la reprise de la croissance et de l'emploi »,.
Il est conseiller économique au cabinet d'Emmanuel Macron, ministre de l'Économie, de l'Industrie et du Numérique, à partir du 24 juillet 2015.
En 2017, il participe à la campagne présidentielle d'Emmanuel Macron et à la rédaction de son programme économique. En 2018, il fait partie des économistes déçus par le manque d'ambition sociale de l'action du président Macron, et corédige avec Philippe Aghion et Jean Pisani-Ferry une note sur le sujet.

### Prises de position économiques
Dans le cadre de son rôle de président délégué du Conseil d'analyse économique, Philippe Martin a corédigé plusieurs notes en faveur de la réforme des règles budgétaires européennes ou encore de la monnaie hélicoptère.
Il est favorable à un alourdissement de l'impôt sur l'héritage.